# Kępno Zachodnie
Kępno Zachodnie – stacja kolejowa w miejscowości Kępno, w województwie wielkopolskim, w powiecie kępińskim, w Polsce.